# Vuelta Ciclista del Uruguay 1996
La 53ª edición de la Vuelta Ciclista del Uruguay, se disputó del 29 de marzo al 7 de abril de 1996.
Se recorrieron 1655 km, divididos en 10 etapas con dos cronos, una por equipos de 28 km y una individual de 52.5 km.
Participaron 16 equipos de Uruguay y 7 extranjeros sumando 120 ciclistas y el ganador fue Milton Wynants del Club Nacional de Football.

## Desarrollo
Fue una carrera dónde los principales pretendientes (Gustavo Figueredo, José Asconeguy, Sergio Tesitore, Federico Moreira), fueron quedando relegados y cediendo posiciones. Las revelaciones de esta edición fueron Milton Wynants y el argentino Hernán Cline.
En la 1.ª etapa 12 competidores llegaron con 50s de ventaja sobre el pelotón entre los que estaban Cline y Wynants. En la 2.ª, con llegada en Lago Merín, fueron 21 ciclistas los que lograron una ventaja de 57s sobre el pelotón. Cline y Wynants, no se perdieron la escapada y un aspirante (Sergio Tesitore), tampoco. Pero el resto de los favoritos ya estaban a casi 2 minutos. Hernán Cline ganó la etapa y se colocó primero en la clasificación general, el chileno Marcelo Sandoval quedó 2.º a 9s y Milton Wynants 3.º a 13s.
Estos mismos 3 pedalistas (Cline, Wynants y Tesitore), fueron protagonistas de la 4.ª etapa a Colonia cuando junto con 11 ciclistas más sacaron al pelotón 4' 01s. El chileno Sandoval perdió el lugar, al no estar en la fuga y la suerte parecía estar echada para Figueredo, Asconeguy, Moreira etc. porque la diferencia ya era de más de 6 minutos.
La suerte para Sergio Tesitore cambió en la 7.ª etapa, porque no pudo estar en la escapada de 20 ciclistas que arribaron al final en Tacuarembó (entre los que estaban los principales de la clasificación general) y llegó junto con el pelotón a una diferencia de 17' 43s, con lo cual se le fueron todas las chances.
En la 9.ª y penúltima etapa se disputó la contrarreloj individual y la duda estaba si Wynants podría absorber la diferencia de 16s que le llevaba Cline. La duda se disipó enseguida y Wynants le sacó más de 3 minutos quedándose con la malla oro.
Mientras tanto Federico Moreira ganó la contrarreloj en forma abrumadora y de estar a más de 6 minutos, quedó colocado 2.º en la clasificación general a 2' 06s de Milton Wynants y superando a Hernán Cline que quedó 3.º.
En la última etapa no hubo cambios y Milton Wynants ganó su primera y única Vuelta Ciclista del Uruguay.

## Equipos y ciclistas participantes
| Federación de Argentina Argentina                                                                                               | Penrith Panters Australia | Caloi de San Pablo Brasil |
| - 1. Juan Aguirre - 2. Gustavo Alaria - 3. Armando Borrajo - 4. Alberto Cortés - 5. Carlos Escudero - 6. Fabián Graciani        | - 7. Daniel Genesi - 8. Damon Malek - 9. Graham Rupter - 10. Eddy Salas - 11. Henk Vassen                                              | - 13. José Reginaldo Cardoso - 14. Hernandes Quadri - 15. José Dos Santos - 16. Federico Moreira - 17. Daniel Rogelim - 18. Jamil Suaidem |
| Federación de Chile Chile | Federación de Cuba Cuba | Moskov City Rusia |
| - 19. Patricio Haedo - 20. Juan Fierro - 21. Gonzalo Garrido - 22. Víctor Garrido - 23. Miguel Gutiérrez - 24. Marcelo Sandoval | - 25. Frank Consuegra - 26. Nibaldo Enríquez - 27. Pedro Pablo Pérez - 28. Heriberto Rodríguez - 29. Uncido Soler - 30. Eliecer Valdez | - 37. Dimitri Galkine - 38. Roman Lilevially - 39. Alexander Parfimovich - 40. Dimitri Parfimovich                                        |
| Selección de Rusia Rusia | Federación de Santa Catarina Brasil | Belo Horizonte Uruguay |
| - 43. Andrei Androsov - 44. Oleg Grichkine - 45. Sergei Kovalev - 46. Andrei Minachkine                                         | - 49. Justino Da Silva - 50. Daniel Gonçalves - 51. Alex Labatut - 52. Mauro Ribeiro - 53. Favio Velosso - 54. Evanio Zimermann        | - 55. José Asconeguy - 56. Gregorio Bare - 57. Waldemar Carro - 58. Gustavo Figueredo                                                     |
| Alas Rojas de Montevideo Uruguay                                                                                                | Alas Rojas de Santa Lucía Uruguay | Ajax Uruguay |
| - 61. Carlos Díaz - 62. Ricardo Folognier - 63. Jorge Matonte - 64. Sergio Matonte - 65. Julio Olivera                          | - 67. Pablo González - 68. Danny Giménez - 69. Adrián Penas - 70. Leonardo Rodríguez - 71. Horacio Runco - 72. Daniel Vidart           | - 73. Marcelo Caraballo - 74. Daniel Machín - 75. Oscar Labandera - 76. Pablo Russo - 77. Juan Silvera                                    |
| Cruz del Sur Uruguay | España-La Paz Uruguay | Fénix Uruguay |
| - 79. Eduardo Camarano - 80. Hernán Cline - 81. Fermín Nalerio - 82. Mario Quijano - 83. Carlos Silva                           | - 91. César Berti - 92. Javier Labarthe - 93. Andrés Maizteguy - 94. Eleno Rodríguez - 95. Sergio Tesitore                             | - 97. Oscar Díaz - 98. Richard Fatigatti - 99. Gerardo González - 100. Walter Marcel - 101. Salvador Sanchís                              |
| Los Angeles Uruguay | Marconi Uruguay | Wanderers de Melo Uruguay |
| - 102. Carlos Alpuy - 103. Peter Boggio - 104. José Presa - 105. Carlos Quiñones - 106. Roberto Zanelli                         | - 107. José Castillo - 108. William Mesa - 109. Jairo Novoa - 110. Nazario Pedreira - 111. Jorge Tajam                                 | - 112. Javier Labandera - 113. Darvy Castillo - 114. Walter Gadea - 115. Clever Medero                                                    |
| Nacional Uruguay | Peñarol de Maldonado Uruguay | C.C. Sayago Uruguay |
| - 116. Omar Cánepa - 117. Milton Castrillón - 118. Ricardo guedes - 119. Luis Huvatt - 120. Milton Wynants - 121. Mario Wynants | - 122. Richard Cabral - 123. Oscar Cáceres - 124. Carlos Giménez - 125. Eduardo Olivera - 126. Sergio Ossano                           | - 127. Eduardo Cabo - 128. Marcelo Mezquida - 129. Oscar Pías - 130. Carlos Rivero                                                        |
| C.C. Sauce Uruguay | Tabaré Farías Uruguay | Villa Teresa Uruguay |
| - 131. Daniel Baccino - 132. Ruben Baccino - 133. Primo Santi - 134. Juan Werner                                                | - 135. Federico Morales - 136. Richard Rosas - 137. Raúl Sasso - 138. Walter Rafael Silva                                              | - 139. Julio Acevedo - 140. Jorge Bustamante - 141. José Maneiro - 142. Javier Peña - 143. Juan Manuel Sosa                               |

## Etapas
| Etapa       | Fecha       | Recorrido                     | Km         | Ganador de la etapa               | Líder de la clasificación general |
| 1.ª etapa a | 29 de marzo | Piriápolis-Maldonado- Rocha   | 136.5      | Nibaldo Enríquez (Sel. de Cub)    | Nibaldo Enríquez                  |
| 1.ª etapa b | 29 de marzo | Rocha-La Paloma               | 28 (CRE)   | Selección de Cuba                 | Nibaldo Enríquez                  |
| 2.ª etapa   | 30 de marzo | Lascano-Lago Merín            | 224.4      | Hernán Cline (Cruz del Sur)       | Hernán Cline                      |
| 3.ª etapa   | 31 de marzo | Treinta y Tres-Minas          | 166        | Andrei Minachkine (Sel. de Rusia) | Hernán Cline                      |
| 4.ª etapa   | 1 de abril  | Montevideo- Canelones-Colonia | 183.7      | Milton Wynants (Nacional)         | Hernán Cline                      |
| 5.ª etapa   | 2 de abril  | Colonia-Fray Bentos           | 188.5      | Jamil Suaidem (Caloi)             | Hernán Cline                      |
| 6.ª etapa   | 3 de abril  | San Javier-Salto              | 169.5      | Jamil Suaidem (Caloi)             | Hernán Cline                      |
| 7.ª etapa   | 4 de abril  | Paysandú-Tacuarembó           | 178        | Jamil Suaidem (Caloi)             | Hernán Cline                      |
| 8.ª etapa   | 5 de abril  | Tacuarembó-Paso de los Toros  | 132        | Sergio Tesitore (España-La Paz)   | Hernán Cline                      |
| 9.ª etapa   | 6 de abril  | Paso de los Toros             | 52.5 (CRI) | Federico Moreira (Caloi)          | Milton Wynants                    |
| 10.ª etapa  | 7 de abril  | Durazno-Montevideo            | 196        | Daniel Rogelim (Caloi)            | Milton Wynants                    |

## Clasificaciones finales
| \| 1. \| Milton Wynants \| Uruguay \| Nacional Uruguay \| 38h 24' 11s \| \| 2. \| Federico Moreira \| Uruguay \| Caloi Brasil \| a 2' 06s \| \| 3. \| Hernán Cline \| Argentina \| Cruz del Sur Uruguay \| a 2' 54s \| \| 4. \| Federico Morales \| Uruguay \| Tabaré Farías Uruguay \| a 3' 19s \| \| 5. \| Pedro Pablo Pérez \| Cuba \| Sel. de Cuba Cuba \| a 3' 53s \| \| 6. \| Hernades Quadri \| Brasil \| Caloi Brasil \| a 4' 22s \| \| 7. \| Eliecer Valdez \| Cuba \| Sel. de Cuba Cuba \| a 4' 27s \| \| 8. \| Walter Rafael Silva \| Uruguay \| Tabaré Farías Uruguay \| a 5' 42s \| \| 9. \| Jamil Suaidem \| Brasil \| Caloi Brasil \| a 5' 50s \| \| 10. \| Dimitri Parfimovich \| Rusia \| Sel. de Rusia Rusia \| a 6' 12s \| \| 11. \| Gustavo Figueredo \| Uruguay \| Belo Horizonte Uruguay \| a 6' 28s \| \| 12. \| Uncido Soler \| Cuba \| Sel. de Cuba Cuba \| a 7' 53s \| \| 13. \| José R. Cardoso \| Brasil \| Caloi Brasil \| a 8' 25s \| \| 14. \| Heriberto Rodríguez \| Cuba \| Sel. de Cuba Cuba \| a 8' 47s \| \| 15. \| Milton Castrillón \| Uruguay \| Nacional Uruguay \| a 10' 21s \| \| 16. \| William Mesa \| Uruguay \| Marconi Uruguay \| a 12' 57s \| \| 17. \| Sergei Kovalev \| Rusia \| Sel. de Rusia Rusia \| a 16' 27s \| \| 18. \| Sergio Tesitore \| Uruguay \| España-La Paz Uruguay \| a 20' 09s \| \| 19. \| Carlos Silva \| Uruguay \| Cruz del Sur Uruguay \| a 20' 48s \| \| 20. \| José Asconeguy \| Uruguay \| Belo Horizonte Uruguay \| a 21' 28s \| |                     |           |                        |             |
| 1. | Milton Wynants      | Uruguay   | Nacional Uruguay       | 38h 24' 11s |
| 2. | Federico Moreira    | Uruguay   | Caloi Brasil           | a 2' 06s    |
| 3. | Hernán Cline        | Argentina | Cruz del Sur Uruguay   | a 2' 54s    |
| 4. | Federico Morales    | Uruguay   | Tabaré Farías Uruguay  | a 3' 19s    |
| 5. | Pedro Pablo Pérez   | Cuba      | Sel. de Cuba Cuba      | a 3' 53s    |
| 6. | Hernades Quadri     | Brasil    | Caloi Brasil           | a 4' 22s    |
| 7. | Eliecer Valdez      | Cuba      | Sel. de Cuba Cuba      | a 4' 27s    |
| 8. | Walter Rafael Silva | Uruguay   | Tabaré Farías Uruguay  | a 5' 42s    |
| 9. | Jamil Suaidem       | Brasil    | Caloi Brasil           | a 5' 50s    |
| 10. | Dimitri Parfimovich | Rusia     | Sel. de Rusia Rusia    | a 6' 12s    |
| 11. | Gustavo Figueredo   | Uruguay   | Belo Horizonte Uruguay | a 6' 28s    |
| 12. | Uncido Soler        | Cuba      | Sel. de Cuba Cuba      | a 7' 53s    |
| 13. | José R. Cardoso     | Brasil    | Caloi Brasil           | a 8' 25s    |
| 14. | Heriberto Rodríguez | Cuba      | Sel. de Cuba Cuba      | a 8' 47s    |
| 15. | Milton Castrillón   | Uruguay   | Nacional Uruguay       | a 10' 21s   |
| 16. | William Mesa        | Uruguay   | Marconi Uruguay        | a 12' 57s   |
| 17. | Sergei Kovalev      | Rusia     | Sel. de Rusia Rusia    | a 16' 27s   |
| 18. | Sergio Tesitore     | Uruguay   | España-La Paz Uruguay  | a 20' 09s   |
| 19. | Carlos Silva        | Uruguay   | Cruz del Sur Uruguay   | a 20' 48s   |
| 20. | José Asconeguy      | Uruguay   | Belo Horizonte Uruguay | a 21' 28s   |

| \| 1. \| Hernán Cline \| Argentina \| Cruz del Sur \| 220 puntos \| \| 2. \| Frank Consuegra \| Cuba \| Sel. de Cuba \| 140 puntos \| \| 3. \| Milton Wynants \| Uruguay \| Nacional \| 100 puntos \| |                 |           |              |            |
| 1. | Hernán Cline    | Argentina | Cruz del Sur | 220 puntos |
| 2. | Frank Consuegra | Cuba      | Sel. de Cuba | 140 puntos |
| 3. | Milton Wynants  | Uruguay   | Nacional     | 100 puntos |

| \| 1. \| Oleg Grichkine \| Rusia \| Sel. de Rusia \| 230 puntos \| \| 2. \| Carlos Silva \| Uruguay \| Cruz del Sur \| 170 puntos \| \| 3. \| Pedro Pablo Pérez \| Cuba \| Sel. de Cuba \| 160 puntos \| |                   |         |               |            |
| 1. | Oleg Grichkine    | Rusia   | Sel. de Rusia | 230 puntos |
| 2. | Carlos Silva      | Uruguay | Cruz del Sur  | 170 puntos |
| 3. | Pedro Pablo Pérez | Cuba    | Sel. de Cuba  | 160 puntos |

| \| 1. \| Caloi \| Brasil \| 115h 43' 50s \| \| 2. \| Sel. de Cuba \| Cuba \| a 11' 05s \| \| 3. \| Nacional \| Uruguay \| a 11' 24s \| \| 4. \| Cruz del Sur \| Uruguay \| a 37' 36s \| \| 5. \| Belo Horizonte \| Uruguay \| a 56' 11s \| |                |         |              |
| 1. | Caloi          | Brasil  | 115h 43' 50s |
| 2. | Sel. de Cuba   | Cuba    | a 11' 05s    |
| 3. | Nacional       | Uruguay | a 11' 24s    |
| 4. | Cruz del Sur   | Uruguay | a 37' 36s    |
| 5. | Belo Horizonte | Uruguay | a 56' 11s    |